# Ylajali (restaurant)
Ylajali var en norsk gourmetrestaurant på St. Olavs plass i Oslo. Den blev etableret i 2002 og blev drevet af køkkenchef Even Ramsvik. I 2015 valgte Ramsvik at lukke stedet.
Restaurantens navn kom fra Knut Hamsuns karakter Ylajali, der i romanen Sult bor i bygningen i lejligheden oven på. Menuen blev baseret på årstidens råvarer, og i 2014 blev restauranten tildelt en stjerne af Michelinguiden.